# Buslijn 50 (Utrecht-Wageningen/Veenendaal)
Buslijn 50 is een buslijn van Syntus Utrecht en (sinds 2019) U-OV die loopt van station Utrecht Centraal via de Bilt, Zeist, Station Driebergen-Zeist, Doorn, Elst en vandaar afwisselend naar Rhenen en Wageningen en naar Veenendaal. Deze lijn is sinds 15 december 2019 onderdeel van U-link    

## Geschiedenis
De lijn is de opvolger van het oostelijk en zuidelijk gedeelte van de vroegere tramlijn Amersfoort - Arnhem waarvan het traject tussen Arnhem en Rhenen al in 1937 werd opgeheven en de tramlijn Utrecht - Zeist die werd opgeheven in 1949. 

### Lijn 22
De lange buslijn werd als lijn 22 tussen Utrecht en Arnhem geëxploiteerd door de NBM, een dochteronderneming van de Nederlandse Spoorwegen die ook de tram exploiteerde.

### Lijn 50

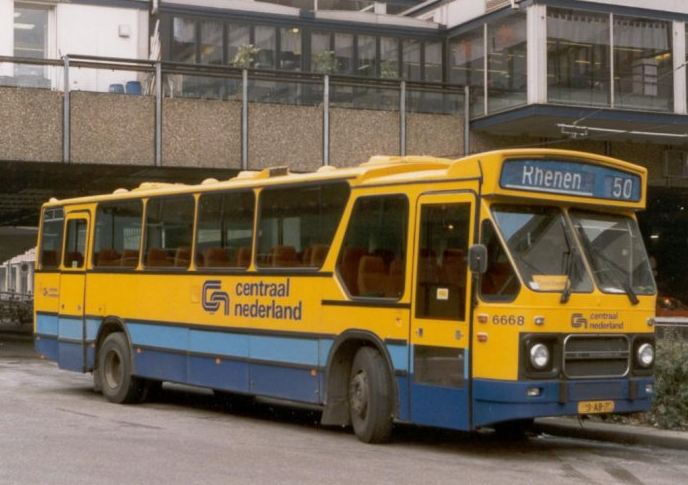
Semitourbus 6668 op lijn 50 bij Utrecht Centraal

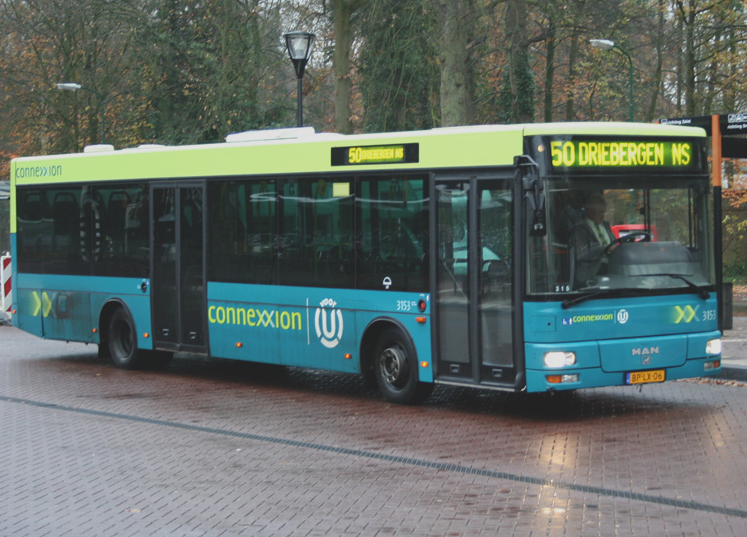
Connexxion's 2004 MAN Caetano VIAbus 3151 in Driebergen-Zeist

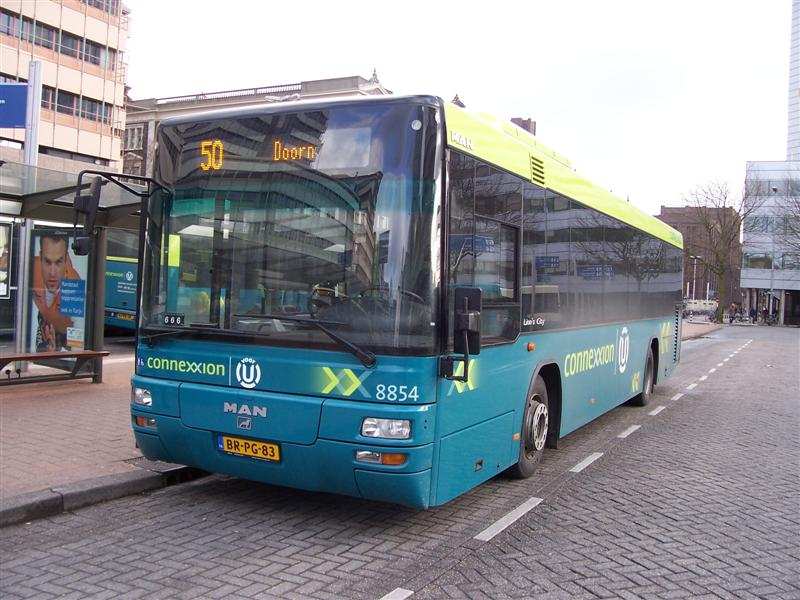
MAN 8854 op lijn 50 in 2006 in Utrecht

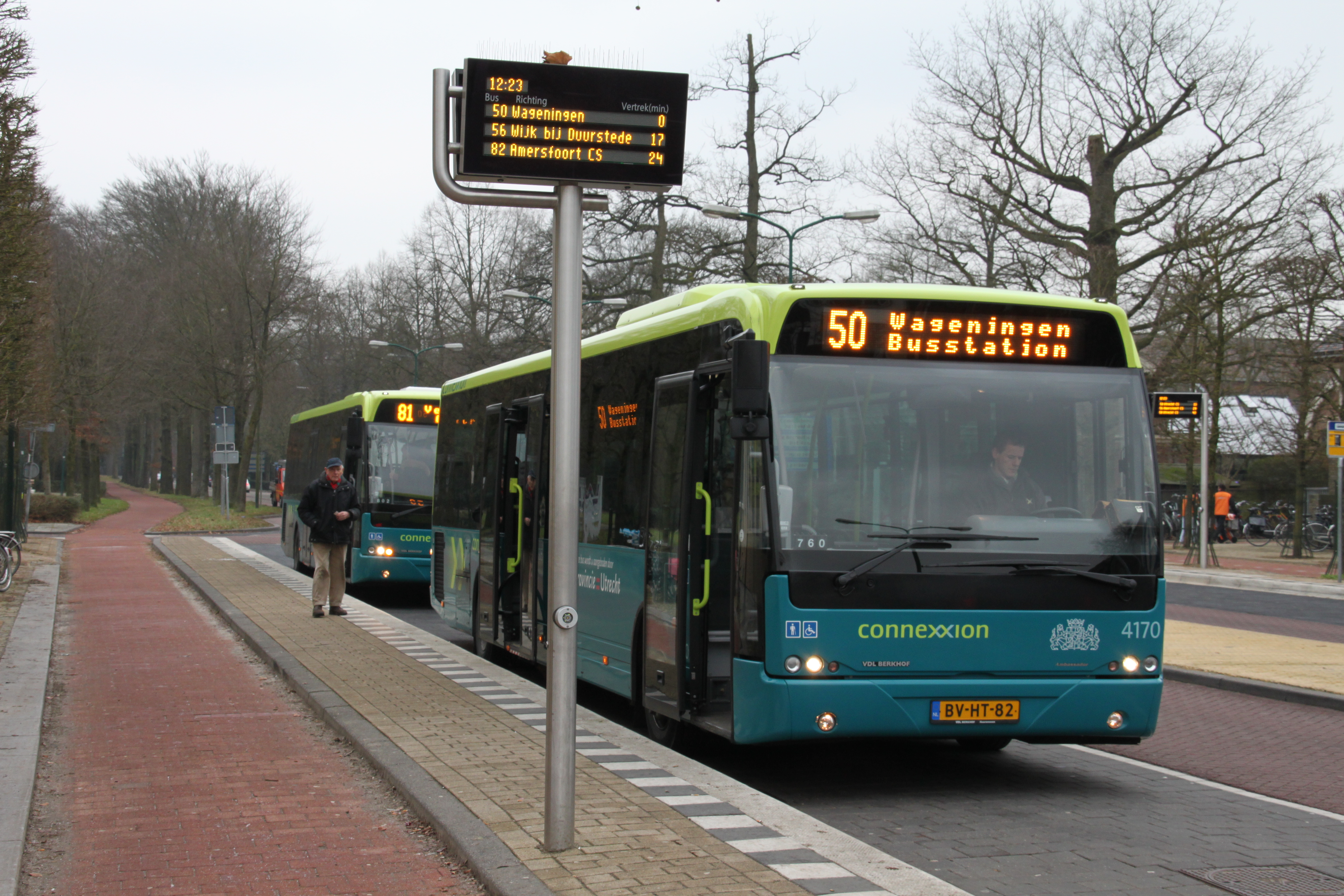
Connexxion's 2008 VDL Berkhof Ambassador ALE-120 4170 in Doorn

In het kader van de hernummeringen van belangrijke buslijnen bij de NBM werd met de zomerdienst 1958 lijn 22 tot 50 vernummerd. Hierbij kregen belangrijke doorgaande lijnen een rond tiental toebedeeld als lijnnummer en aantakkende lijnen opvolgende lijnnummers.    
In 1973 fuseerde NBM en Maarse & Kroon tot Centraal Nederland. 
In 1994 werd CN opgedeeld (feitelijk teruggesplitst) in NZH en Midnet waarbij lijn 50 voortaan een Midnetlijn was. In 1999 ging Midnet met een aantal andere streekvervoerders op in Connexxion. 
De lange lijn werd voor de regelmaat en om exploitatieve redenen later in Wageningen gesplitst in twee lijnen waarbij onder het lijnnummer 50 zowel een lijn Utrecht-Wageningen werd gereden als een lijn 50 Arnhem - Wageningen die in Wageningen aansluiting gaven op elkaar. Deze laatste lijn werd bij Breng vernummerd in lijn 51. De lijn kende door de jaren heen vrijwel altijd een halfuursdienst.  
Op 11 december 2016 werd de lijn overgenomen door Syntus Utrecht en kreeg daarmee zijn vierde exploitant. De lijn werd in Elst gesplitst in twee routes, de oorspronkelijk route naar Wageningen en een route naar Veenendaal en station Veenendaal-De Klomp. De frequentie werd op de meeste tijden verdubbeld en in de spitsuren verdrievoudigd op het drukste traject. De lijn wordt uitgevoerd met de Setra S 415 LE Business en VDL Citea. Tot 1 juli 2017 reden er echter ook nog bussen van het merk Mercedes-Benz op deze lijn. Naar Veenendaal kunnen door de lage spoortunnel geen Setra's worden ingezet. 
Op 15 december 2019 werd in de provincie en regio Utrecht het U-link-netwerk ingevoerd. Hierdoor werden er ook ritten gereden door U-OV. 